# Dicyemennea lameerei
Dicyemennea lameerei is een soort in de taxonomische indeling van de Rhombozoa. Deze minuscule, wormachtige parasieten hebben geen weefsels of organen en bestaan uit slechts enkele tientallen cellen.
Het organisme behoort tot het geslacht Dicyemennea en behoort tot de familie Dicyemidae. De wetenschappelijke naam van de soort werd voor het eerst geldig gepubliceerd in 1932 door Nouvel.